# 天津大学
天津大学（英語：Tianjin University），简称天大，始建于1895年10月，前身为清朝光绪皇帝御笔亲批、盛宣怀创办的北洋大学，初名北洋大学堂，是中国第一所现代大学。自1895年建校伊始，历经北洋大学堂，北洋大学校，国立北洋大学，北洋工学院等历史沿革，至抗战结束后的1946年10月22日，北洋大学复原回天津旧址，被各界誉为“科学建国的堡垒”。1951年9月，奉中华人民共和国高等教育部令，北洋大学与1903年2月创立的河北工学院合并，改称天津大学。1952年，高等学校院系调整，地质、冶金、采矿、航天等院系外迁，南开大学、津沽大学等院校工科并入，使天津大学成为多科性工业大学。1959年，天津大学被中共中央确定为国家重点大学。1984年，天津大学成立了研究生院。2000年，被确定为国家“985工程”重点建设的高水平研究型大学。2017年，天津大学入围世界一流大学建设高校名单。
天津大学的校训是实事求是，沿用1935年谱写的《北洋校歌》。
天津大学是中华人民共和国顶尖高校之一，是“双一流A类”和原“985工程”、原“211工程”重点建设大学。目前，天津大学法定住所为天津市南开区卫津路92号，天津大学是国家985工程、211工程和教育部直属重点综合性高校，2017年9月，天津大学入围世界一流大学建设高校名单。学校设有卫津路校区、北洋园校区和滨海工业研究院校区。

## 校名沿革
最初由光绪帝御笔钦准，1895年10月定名北洋大学堂，并由洋务运动的代表人物盛宣怀任首任督办，美国教育家丁家立（Charles Tenney）任总教习。校址在天津北运河畔大营门博文书院旧址。1912年，改成北洋大学校。1913年改称国立北洋大学。1928年7月，南京国民政府在教育上试行大学区制，北洋大学改称“北平大学第二工学院”。不久大学区制废止，1929年6月起，北洋大学称“国立北洋工学院”。抗日战争开始后，“国立北洋工学院”赴西安与国立北平大学、国立北平师范大学组建西安临时大学。1938年3月，改称国立西北联合大学，于1938年7月改称国立西北工学院。1946年5月，在天津复建国立北洋大学。1951年9月，河北工学院和北洋大学合并，定名为天津大学（后于1958年在天津复建河北工学院）。

## 历史沿革

### 筹备时期

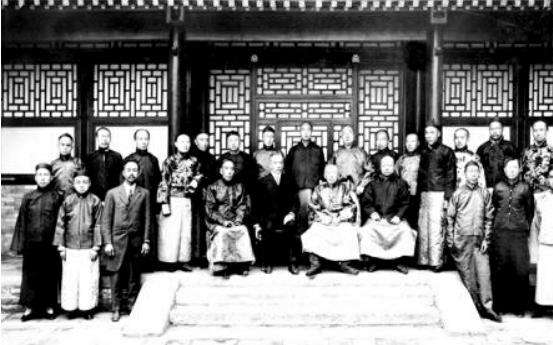
盛宣怀与北洋大学堂部分教师合影

清德宗光緒十八年（1892年），盛宣怀任津海关道后，即着手研究兴办新式学堂。他与当时在天津自办中西书院的美国传教士、李鸿章的英文教师丁家立来往密切、共同商讨办学之事。后秉承直隶总督北洋大臣李鸿章的意旨，盛宣怀和丁家立筹办一所新式学堂，研究草拟办学章则、办法、实施计划。
甲午战败、中日签订《马关条约》后，批判中学、提倡西学的思潮兴起，津海关道盛宣怀将《拟设天津中西学堂章程禀》修改后，于1895年9月19日（清光绪二十一年八月初一日）禀请继任直隶总督北洋大臣王文韶，禀奏清光绪皇帝设立新式学堂。受到甲午战败后批判中学、提倡西学的思潮影响，王文韶将拟定的“中西学堂”改为“西学学堂”，但对天津中西学堂章程未作修改。9月30日，王文韶上奏折《津海关道盛宣怀创办西学学堂禀明立案由》。10月2日，仅仅时隔几天，光绪皇帝即朱批“该衙门知道”，由盛宣怀任首任督办。 为了尽快开办，盛宣怀利用博文书院因经费紧张抵押给银行而空闲数年的校舍，集资将其赎回，利用博文书院原校舍开办北洋大学堂。不同于某些大学的做法，虽然北洋大学占据创建于1886年博文书院之校舍，然北洋大学与博文书院并无联系，校史也不以博文书院计算。

### 初创时期
1895年10月18日，在盛宣怀和时任直隶总督王文韶的参与下，北洋大学堂在原吞纳学院（博文书院）旧址正式开办，在香港等地招生，曾有千余人报名，最后仅录取十余人。北洋大学堂开办之初，设头等学堂和二等学堂。头等学堂，学制四年，为参考美国大学的大学本科阶段教育。二等学堂则为大学预科、高中阶段教育。

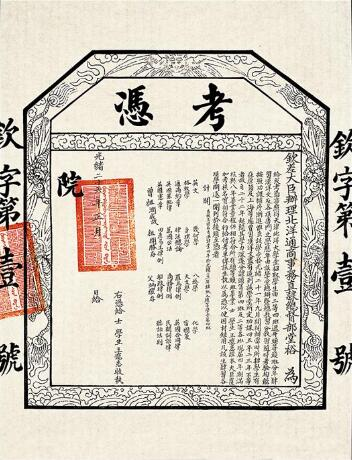
北洋大学颁发予王宠惠的钦字第一号考凭

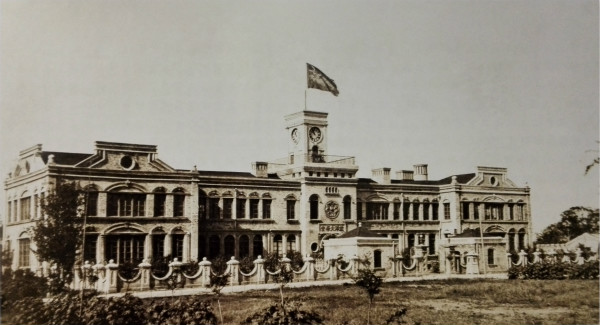
1903年北洋大学堂主楼

1900年，北洋大学堂首批学生毕业，由香港考入北洋大学堂的王宠惠作为成绩最优者获钦字第壹号考凭（毕业证书），为中国第一个获得国内大学文凭者。同年，八国联军入侵津京地区，北洋大学堂一度被迫停办，部分师生因战乱南迁至上海，在盛宣怀的安排下入读南洋公学专门开设的铁路班。北洋大学堂校舍为德军占据为兵营，设备、文档案卷遭毁坏，致使北洋大学一度无从考证开学纪念日以庆祝校庆，而是以光绪帝朱批同意开办北洋大学堂奏折的日期（1895年10月2日）作为校庆日。
1901年，经过多年筹备后，盛宣怀委托傅兰雅带领王宠惠、陈锦涛等八名学生赴美留学，是北洋大学首次派遣学生赴海外留学。袁世凯继任直隶总督兼北洋大臣后，在天津推行新政之际，颇为重视近代教育的发展。1902年9月，袁世凯着令恢复北洋大学堂并另觅校地复建，将西沽武库全部房屋拨给北洋大学堂作为校舍，并新建一座新楼，增设一所图书馆。同年，袁世凯委任丁家立兼任保定直隶高等学堂总教习，丁家立将该学堂改造为北洋大学堂的预科。1903年4月，北洋大学堂在西沽正式复课，南迁至上海入读南洋公学的师生随铁路班迁回天津。同时，学校又召集原北洋大学堂及北洋水师学堂旧生数十人，因程度不齐，均先入预科，补习普通科目后依成绩分班进入法律、土木工程或采矿冶金之专门正科肄业。
1907年，北洋大学堂附设师范科，专门培养中等学堂英文师资，由于天津、保定二处已成立优级师范科，故此附设的师范科随后即停办。1911年，清政府赏北洋大学堂11名优等毕业生以进士出身，授翰林院庶吉士；赏给9名中等毕业生进士出身。
1912年，中华民国成立后，北洋大学堂遂改名为北洋大学校，隶属于当时的中华民国教育部，但经费仍由直隶省拨付，学生由官费资助改为自费。1913年，北洋大学校改名为国立北洋大学，督办一职改称校长。由于北洋大学与北京大学地缘、学科相近，1913年、1914年中华民国教育部先后提议“北京大学并入北洋大学”和“北洋大学并入北京大学”均遭到反对，最终提出“北京大学设文、理、法、医四科，北洋大学专设工科而渐加扩充”，仍未获认同。1917年，蔡元培建议教育部令北洋大学改为专办工科，法科逐渐并入北京大学，将北京大学工科移并北洋大学，获教育部同意。1918年，北洋大学三名毕业生“连中三元”，徐谟考取全国外交官考试第一名，励平考取全国高等文官考试第一名，康时敏考取清华留学考试第一名。

### 专办工科时期
1917年起，奉教育部令，北洋大学法科被迫停止招生，至1920年终结，国立北洋大学由工学法学并重的学科布局转变为专办工科。1919年，五四运动爆发，北洋大学学生积极参与罢课游行等活动，罢课共持续三个月，孙越崎、张太雷等因为参加罢课而遭北洋大学开除学籍。同年，北洋大学采矿冶金学门又细分为采矿学门、冶金学门。
1924年3月，北洋大学学生不满当时学校未采纳新学制，学生代表向时任校长冯熙运请愿实行新的学制、组建董事会，遭到回绝。学生代表开始向教育部以及直隶省政府请愿。3月14日，冯熙运将学生代表开除引发了大规模的抗议活动而离职。
1928年7月，主管全国高等教育的中华民国大学院院长蔡元培不顾反对意见和客观现实条件，强行效仿法国推行大学区制，划河北、热河两省和北平、天津为北平大学区。北洋大学时任校长刘仙洲反对此举并辞职，茅以升接任。国立北洋大学名称被取消，改为国立北平大学第二工学院，简称国立第二工学院。
1928年10月6日，由于反对声浪极大、经费庞大、事权不统一等原因，蔡元培请辞中华民国大学院院长职务。10月24日，大学院及相关制度遭撤销，北洋大学、北京大学等学校开始谋求从北平大学体系脱离并独立建校。1929年3月31日，北平大学第二工学院遭受火灾，学校的教学大楼、图书室及水力研究室、材料试验室、地质标本室、矿石陈列室、图画讲室等均被焚毁，起火原因未能查明。灾情发生后，时任院长茅以升争取到庚子赔款进行修缮， 北洋大学各地的校友也进行了多次援助。

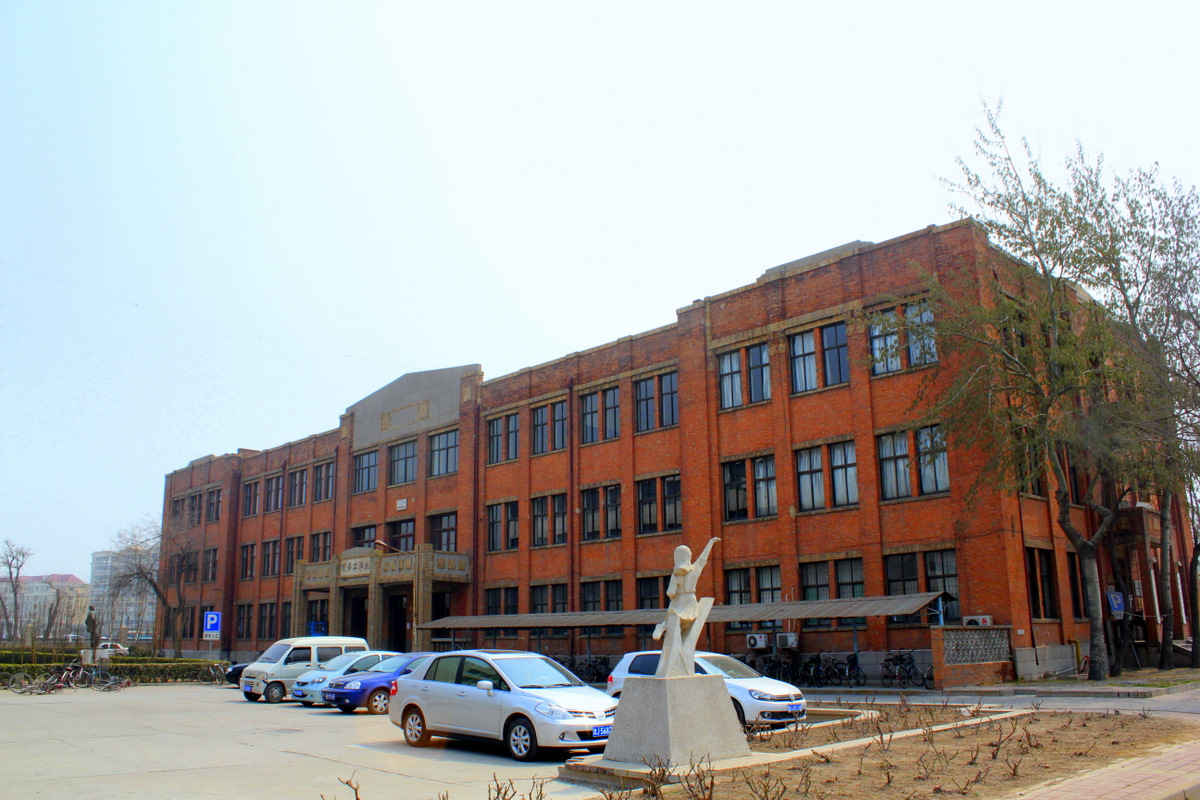
1933年落成的北洋大学南楼

1929年8月，北平大学第二工学院正式从国立北平大学和大学区体制中脱离并独立，但此时学校专办工科，不合综合性大学建制，因此暂定校名为国立北洋工学院。国民政府教育部出面组织了以原北洋大学校友王宠惠、陈立夫、王正廷等组成的“国立北洋大学筹备委员会”以期早日恢复大学建制，然而直至抗日战争爆发该筹委会存在的八年间未曾召开过一次会议。1930年2月，北洋工学院学生不缴费引起停课问题，并致茅以升辞去校长职务。1931年，国立北洋工学院增设了电机工程学专业。
1933年11月，李书田主持制定了《北洋同学会章程》，向北洋大学校友集资在1929年被焚毁的主楼旧址修建了南楼、北楼两座建筑。同年，国立北洋工学院成立了矿冶工程研究所和工程材料研究所，次年两所合并组建国立北洋工学院工科研究所。1934年，河南大学土木系停办，该系学生22人及设备转入国立北洋工学院。1935年，北洋大学堂建立40周年之际，谱写了《北洋校歌》。同年，学校停止开办预科教育。1937年3月，时任校长李书田亲自制定了《国立北洋大学筹备缘起及分期完成计划》并呈送国民政府教育部，方案中规划将北洋大学扩展建设成为包括文、理、工、医、法共五科四学院的综合性大学并设立研究院所拓展科学研究事业，其中，医学院的建设已经进入实际筹备阶段，但最终因战争原因而终止。

### 抗日战争时期

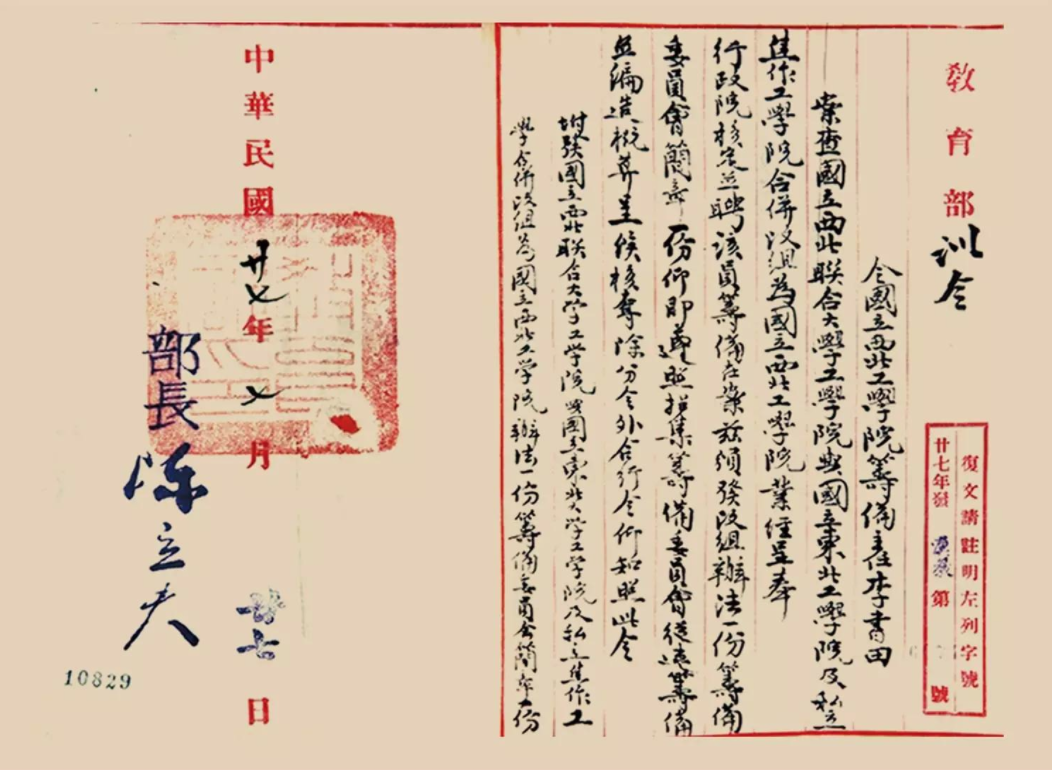
组建国立西北工学院的教育部训令，原北洋工学院院长李书田任筹备主任

1937年7月，日本发动全面侵华战争后，天津沦陷。9月10日，奉教育部令，国立北洋工学院与北平大学、北平师范大学和北平研究院等院校内迁陕西，设立西安临时大学。1938年3月，西安临时大学改称国立西北联合大学。由于地处中国西北地区，国立西北联合大学的办学经费极度短缺，物资匮乏、频繁迁校、难以聘请到师资等因素都给办学带来困难。师生的大量迁入导致物价飞涨，师生不满情绪高涨，学潮不断。与国立西南联合大相比，西北联大的内部派系斗争激烈持久、难以融合。
1938年7月，中华民国教育部对国立西北联合大学进行改组，国立北洋工学院联合东北大学工学院等组建国立西北工学院。然而，筹备国立西北工学院时几方在采用委员会制和院长制存在分歧，而李书田在执行北洋工学院的学籍管理规定时严格且强硬，导致1938年底校内出现大规模学运。1939年1月，李书田在开除闹事学生未果的情况下，带领部分原国立北洋工学院魏寿琨、曾炯、周宗莲等知名教授及学生离开了学校。
1941年10月，北洋大学校友在贵阳举行的中国工程师学会年会上呼吁恢复国立北洋大学、筹资设立“私立北洋工学院”、建立北洋中学等，期间曾任北洋工学院院长的李书田和茅以升曾商谈筹资在贵州洽购土地恢复北洋大学，但未能成功。时任教育部长陈立夫迫于北洋大学校友压力，出台了一项特别举措：在浙江省立英士大学升格为国立大学时，将其工学院独立划出，更名为北洋工学院并自主招生，被称为“泰顺北洋工学院”。泰顺的北洋工学院成立后，内迁到西安市的北洋校友受到鼓舞，在当地发起组建了北洋工学院西京分院。

### 天津复校时期

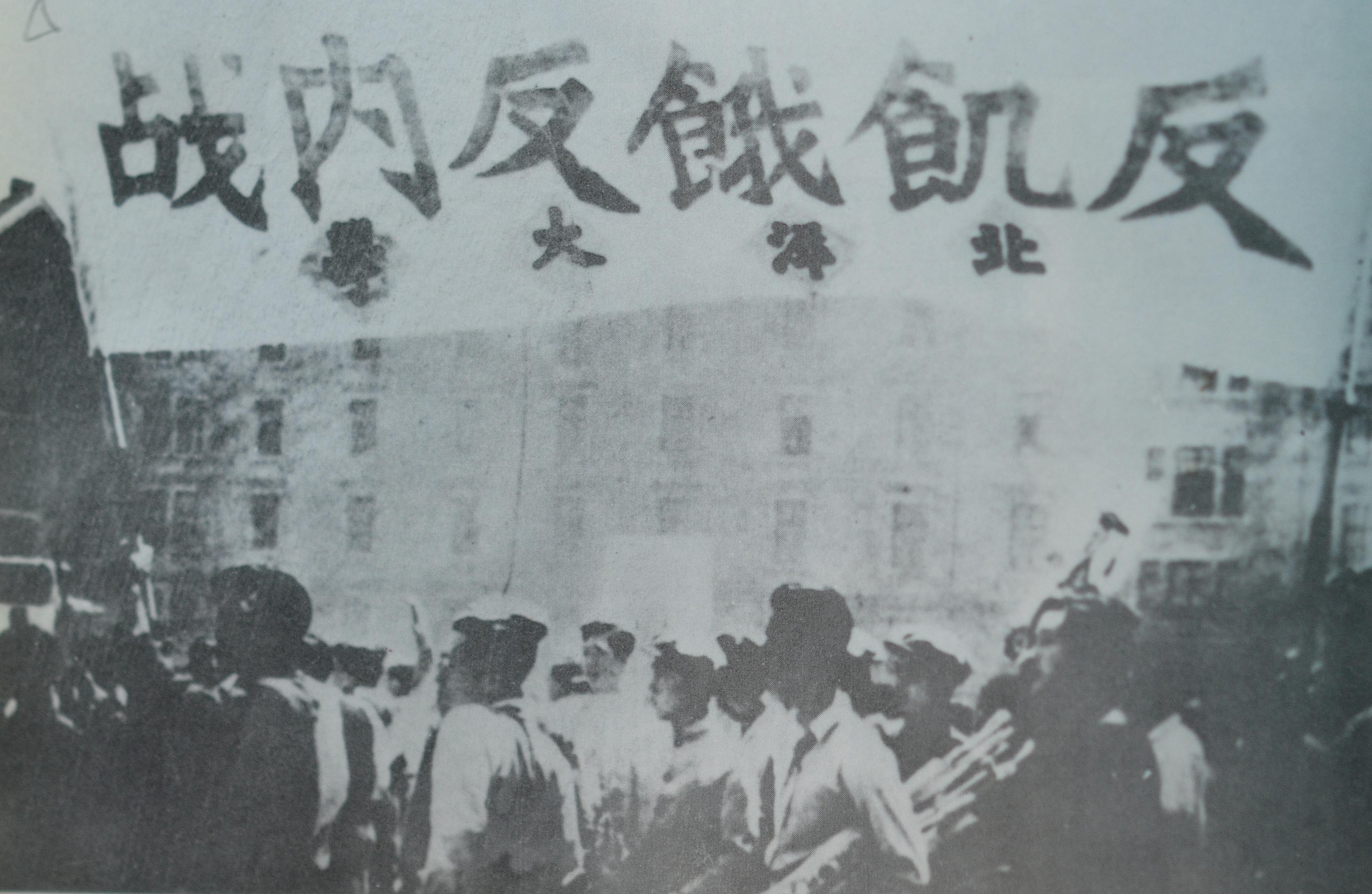
1947年5月20日，北洋大学等天津学生举行“反饥饿、反内战”大游行

1945年8月，抗战胜利，天津收复，关于北洋大学复校的呼吁声浪日益高涨。1945年10月，北洋大学第一名毕业生、时任国防最高委员会秘书长王宠惠亲自向教育部发出函电，要求早日恢复具有悠久历史的北洋大学。1946年1月，国民政府正式下达关于恢复北洋大学令，并聘请王宠惠为北洋大学筹委会主任。同年秋，北洋工学院返津在原西沽校址复校，改名为国立北洋大学。此后，国立西北工学院、泰顺北洋工学院、北洋工学院西京分院三校师生先后返回天津西沽参加复校。10月22日，北洋大学正式复校开学，茅以升任校长，设有理、工两院：理学院设有数学、物理、化学、地质等系；工学院设土木、水利、采矿冶金、建筑、化工、机械、电机、航空、纺织等系。1946年，时任北洋大学理学院院长陈荩民赴京接收北平临时大学补习班第五分班并改组为国立北洋大学北平部。1947年5月，教育部要求北洋大学北平部迁往天津遭反对。8月，该部被北京大学接收。同年，建立了土木工程、水利工程、采矿工程、冶金工程和化学工程5个研究所，北洋大学水利工程系与华北水利工程总局联合建立了“天津水力试验所”，为此后华北地区的水利工程建设提供支持。
1949年1月，天津政权更替，学校的主管关系变更频繁，先后转隶属于天津军事管制委员会、华北人民政府高等教育委员会，最终划归中央人民政府教育部领导。1951年6月2日，时任教育部部长马叙伦签发文件，将北洋大学与河北工学院合并，自1951年8月1日起正式成立新校，初步意见拟定名为天津大学。9月26日，在北洋大学南院大礼堂举行了天津大学成立暨开学典礼。同时，学校在七里台建设天津大学新的校舍。

### 1949年以后

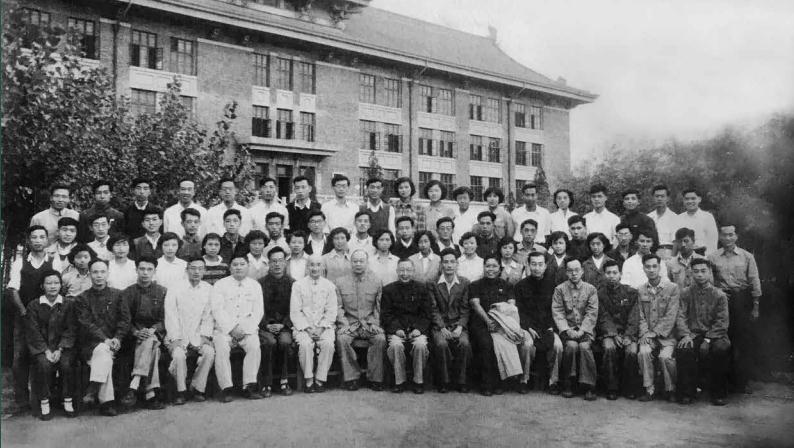
天津大学建筑系1952级本科生毕业照

1949年11月起，北洋大学隶属中华人民共和国教育部领导。
1951年，高等院校的调整与合并以及对私立学校的改造在全国范围内展开。1951年6月2日，教育部发出（高三字第533号）文，主要内容为：关于北洋大学和河北工学院两校合并问题，教育部决定：两校合并，自1951年8月1日起正式成立新校。初步意见，拟定校名为“天津大学”。9月，经政务院批准，北洋大学和河北工学院合并，更名为“天津大学”，直属教育部领导并成立校务委员会，主席刘锡瑛，副主席赵玉振、潘承孝。9月26日，天津大学举行开学典礼，时任天津市市长黄敬出席并讲话。11月，教育部召开了全国工学院院长会议，研究拟定工学院调整方案，将天津大学、南开大学、津沽大学三校进行院系调整。1952年3月，天津市高等学校调整委员会成立，津沽大学教务长、党支部书记王金鼎任委员会副主任。高校调整委员会最终研究决定将天大、南开和津沽三校合并为两校：一为多科性工业性的天津大学，一为综合性的南开大学。
1952年，高等学校院系调整，天津大学大量院系调出，南开大学、津沽大学等院校工学院并入天津大学，天津大学从综合性大学调整为多科性工业大学之一。原津沽大学工学院并入天津大学，其中土木工程系、建筑工程系并入天津大学土木建筑工程系。为了满足院系调整后的天津大学的教学生产和生活管理上的需求，教育部与天津市决定将天津大学由西沽校址迁至原隶属于南开大学但并未开发使用的七里台地区，并立即着手筹建、当年秋季在新址开学。从此，卫津河西畔、南开大学建筑群开始了新天津大学的建校工程，而建校的物资大部分通过卫津河到学校新址。1958年，原河北工学院部分院系自天津大学分离并在北洋大学原西沽校址复校。

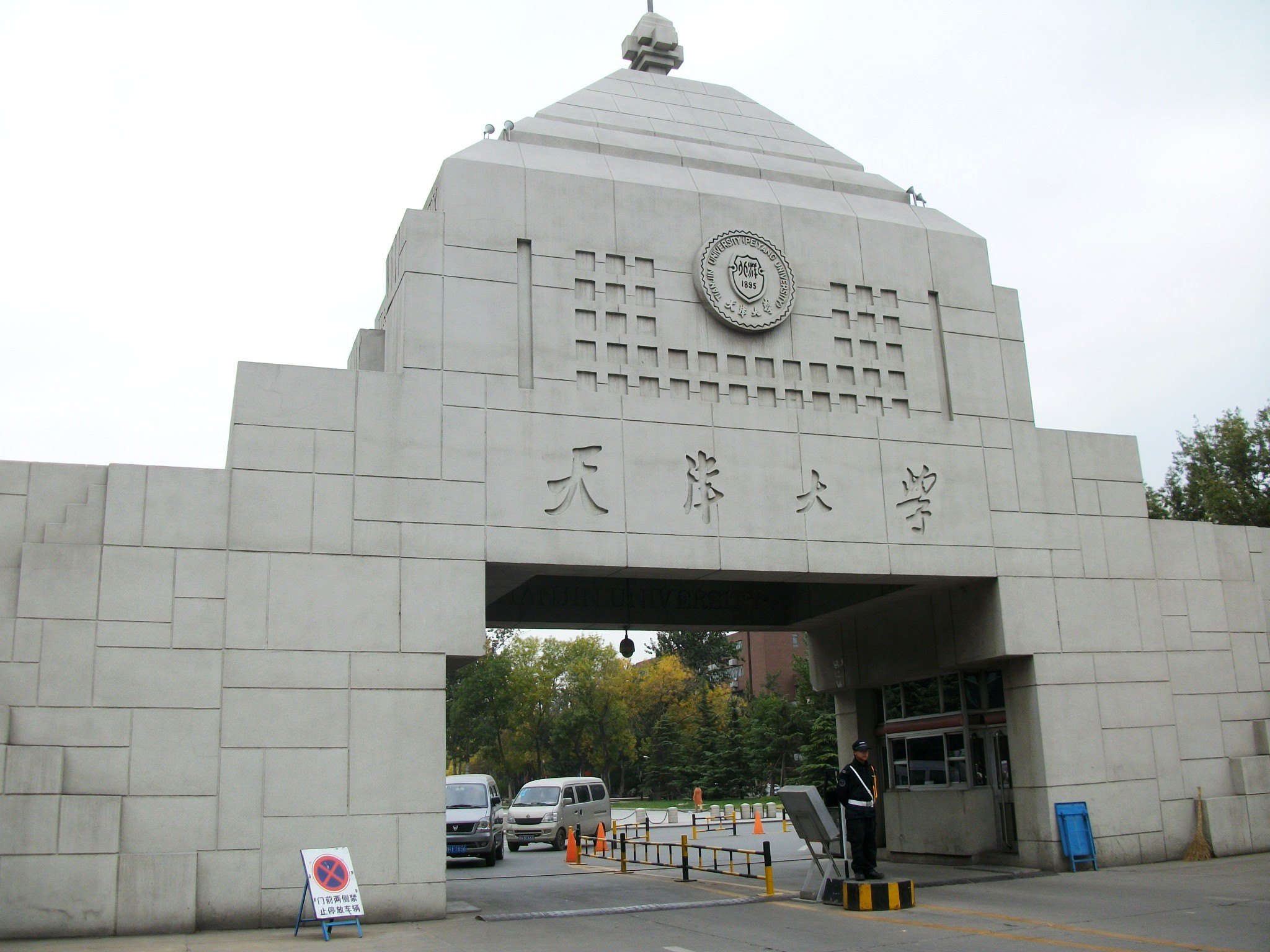
天津大学校门

1959年，天津大学被中共中央、国务院指定为首批16所国家重点大学之一。
中華民國政府战败迁台后，原民国大陆名校在台湾掀起复校潮。1960年代，迁居台湾的北洋大学校友曾为国立北洋大学在台湾复校作出努力，但未能成功。
1966年，天津大学设有无线电电子工程、光学与精密仪器、水利工程、机械制造工程、动力与自动化工程、土木建筑工程、化学工程等7个系、38个专业。“文革”期间，学校正常的教学、科研工作受到了极大的冲击，影响了学校事业的正常发展。
1978年2月，国务院转发教育部《关于恢复和办好重点高等学校的报告》，天津大学恢复了“文化大革命”前直属教育部领导的重点高校。
1978年，在天津大学的指导下，在天津市成立了第一分校、第二分校、第三分校、第四分校和第五分校共五所走读制大学，以增加天津市的大学招生名额。
1981年，天津大学经国务院批准，获得中国大陆高校首批博士学位授予权。1984年12月，天津大学成立研究生院，是中国大学中最早成立的研究生院之一。1980年代，曾有北洋大学校友推动天津大学复名北洋大学，亦未能成功。1995年5月通过211工程部门预审，成为中国首批建设的重点大学之一。1995年10月2日，天津大学(北洋大学)百年校庆大会隆重召开。
1996年1月，天津大学滨海工商管理学院在塘沽区挂牌。1997年6月，天津大学进行学院制改革，天津大学建筑学院等11个学院相继成立。
1990年代后期，中国大学合并浪潮中，时任国务院副总理李岚清希望学科互补、地缘相邻的南开大学和天津大学合并，教育部和天津市以第十个入围985工程的名额等条件向两校施压。但是，在校友反对等多方面因素下，合并计划最终失败，两校明确将办学方针调整为“各自独立办学、相互紧密合作”，两校之间连通的天南街也筑起了围墙。
2000年12月25日，教育部与天津市人民政府签署关于重点共建南开大学、天津大学的协议，两校根据“共建、调整、合作、合并”方针开始了合作办学体制的探索，同时两校入围“985工程”。
2000年，天津大学决定对校办企业进行股份制改造并争取上市，并将1亿元资金委托给深圳时代公司进行购买股票、质押融资。而到2003年下半年﹐质押的股票被相关证券公司陆续强行平仓，款项无法追回。2004年起天津大学以法人身份直接进入股市，先后持有大商股份、新钢钒、海特高新等股票，一度成为攀枝花新钢钒股份有限公司第四大股东。最终因巨额亏损，导致时任校长单平、副校长杭建民被免职。

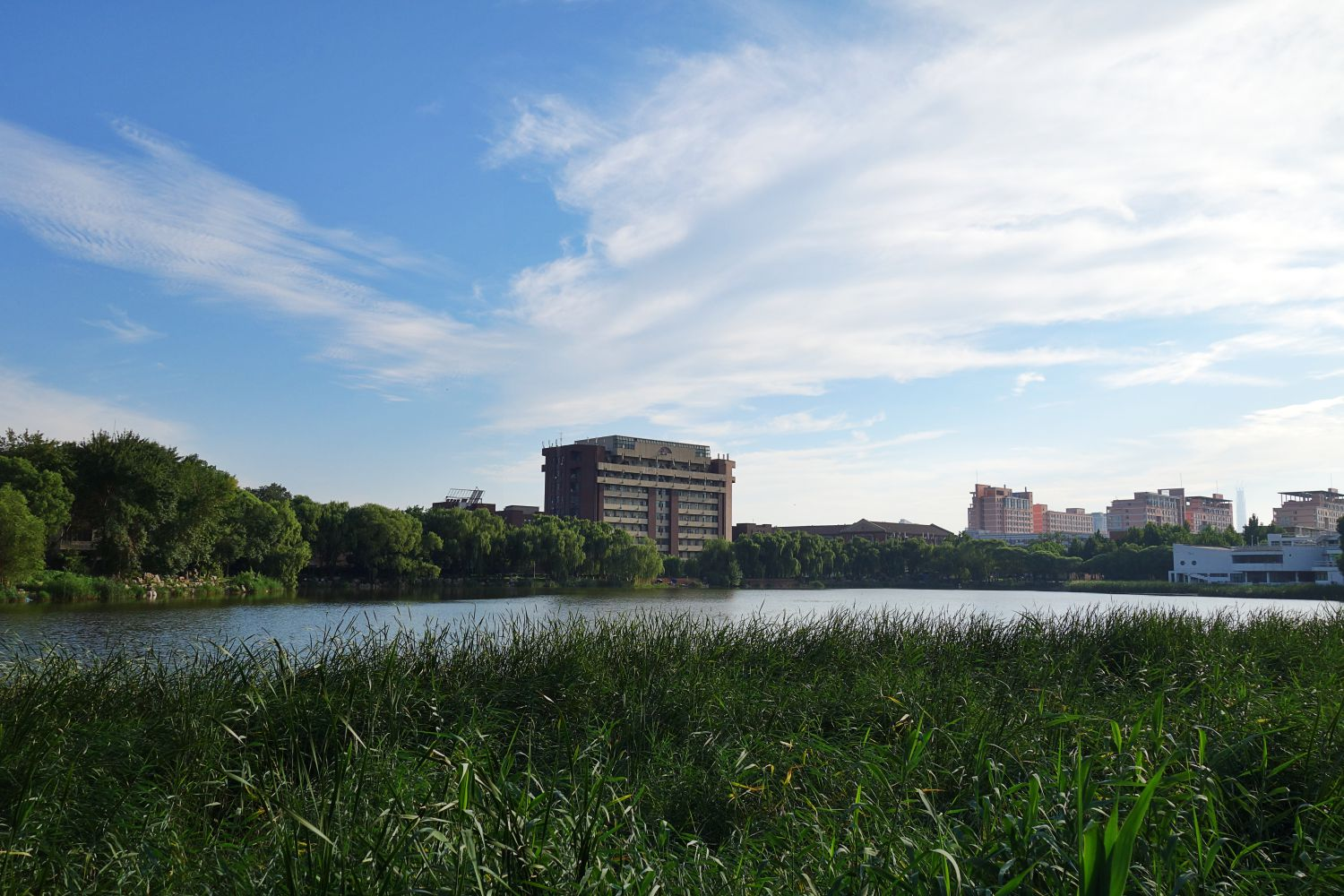
天津大学卫津路校区青年湖

2010年3月，教育部和天津市人民政府签署共建协议支持天津大学新校区建设。2013年6月3日中国人民武装警察部队后勤学院与天津大学合作共建天津大学医学院（武警后勤学院医学部）；双方还将在多方面开展实质性合作。2014年6月17日，《天津大学章程》经教育部第18次部务会议审议通过，并予核准。2015年6月17日，天津大学法学院成立。
2015年12月，中共天津大学第九届第49次常委会会议讨论确定了双峰道地块、内燃所船池地块、鞍山西道地块的四至范围，决定先出让双峰道、内燃机船池地块，暂不出让鞍山西道地块，视双峰道和内燃机船池地块资金情况再行决定。
2016年1月，天津大学决定与佐治亚理工学院在深圳市共建天津大学佐治亚理工深圳学院。
2018年8月，天津大学牵头的大科学装置——大型地震工程模拟研究设施获得国家发改委批复，将在北洋园校区建设世界最大的地震工程模拟设施。
2020年，天津大学被列入美国商务部的实体清单，在美国国会对佐治亚理工学院与天津大学的合作关系进行审查后，佐治亚理工学院于2024年9月决定终止与天津大学的合作关系，停止参与天津大学佐治亚理工深圳学院的项目。
2021年2月2日，经中华人民共和国教育部批准，原属天津大学管理的独立学院天津大学仁爱学院脱离该校管理，并转设为民办普通高等学校天津仁爱学院，由天津市仁爱集团有限公司全资持有。

## 院系调整
1952年全国高校院系调整中，南开大学、津沽大学工学院，清华大学、北京大学、燕京大学、唐山铁道学院的化学工程系，北京铁道学院的建筑工程系等院系并入天津大学；天津大学数学系、物理系并入南开大学。此后，从天津大学调出的科系还有：
- 抽调地质组参与组建北京地质学院，现为中国地质大学；
- 抽调冶金系、采矿系金属矿组为主体组建北京钢铁学院，后更名为北京科技大学；
- 抽调采矿系采石油组并入清华大学石油工程系，现为中国石油大学；
- 抽调航空系并入清华大学航空学院，现为北京航空航天大学；
- 抽调采矿系采煤组至中国矿业学院，现为中国矿业大学；
- 抽调水利系农田水利及土壤改良专业至武汉水利学院，后并入武汉大学成为武汉大学水利水电学院；
- 抽调土木工程系测量专业至武汉测绘学院，后并入武汉大学成为武汉大学测绘学院；
- 矿冶工程系调唐山成立河北矿冶学院，现为华北理工大学；
- 纺织工程系调出成立河北纺织工学院，现为天津工业大学；
- 化学工程系造纸专业调往天津轻工业学院，现为天津科技大学；
- 1955年，以天津大学电讯系、电话电报通讯和无线电通信广播两个专业为主体组建北京邮电学院，现为北京邮电大学。

1958年又从天津大学抽调力量重新组建河北工学院，现为河北工业大学。
因此，中国地质大学、北京科技大学、中国石油大学、北京航空航天大学、中国矿业大学、武汉大学部分院系、天津工业大学、北京邮电大学、河北工业大学等知名高校，均与天津大学和北洋大学有较深的历史渊源。
经过院系调整后，天津大学迁入南开区七里台新校址，下设机械工程系、电力工程系、电信工程系、土木建筑工程系、化学工程系、纺织工程系、水利工程系7个工科系，20个专业和13个专修科，另设化工研究所和石油工业学校。此后，经过几年的发展，天津大学已逐步形成为多科性工业大学格局，并建成了全国规模最大的多科性工业大学之一。

## 学校象征

### 校训
天津大学的校训始自于赵天麟任北洋大学校长期间，在总结北洋大学办学理念与专业背景的基础上，拟定“实事求是”为校训。1951年后，继承北洋大学学缘的天津大学仍然沿用该校训。2014年，天津大学在报教育部核准的《天津大学章程》第五条确定校训为“实事求是”（英語：Seeking Truth from Facts）。

### 校徽

天津大学校徽

天津大学在北洋大学时期的校徽为盾形，底色为金色和蓝色相间，金色象征北洋大学为皇帝御批国立官办的大学，蓝色象征学校地处渤海之滨，面向大海，因此蓝色成为北洋校色，被称为“北洋蓝”。校徽的中心是一本打开的书，正中撰写着“实事求是”，是北洋大学的校训和精神核心。环绕四周的是三个堡垒和五支箭头，代表着制定校徽时北洋大学的三个学科和五个班级，图案的上方书写着“国立北洋大学”。目前，天津大学的校徽为北洋蓝色圆形校徽，校徽中心为抽象的原北洋大学盾牌形校徽。

### 校歌
1935年9月23日，北洋大学堂的建校40周年前夕，国立音乐专科学校校长萧友梅作曲、教授廖辅叔填词，为国立北洋工学院谱写了《北洋校歌》。北洋大学改组为天津大学后，曾谱写了《天津大学代校歌》，但最终仍继承沿用了1935年版的《北洋校歌》作为天津大学的校歌。2014年，经教育部审核的《天津大学章程》第八十二条正式确认学校沿用1935年9月23日确立的校歌（《北洋校歌》）为天津大学正式校歌。

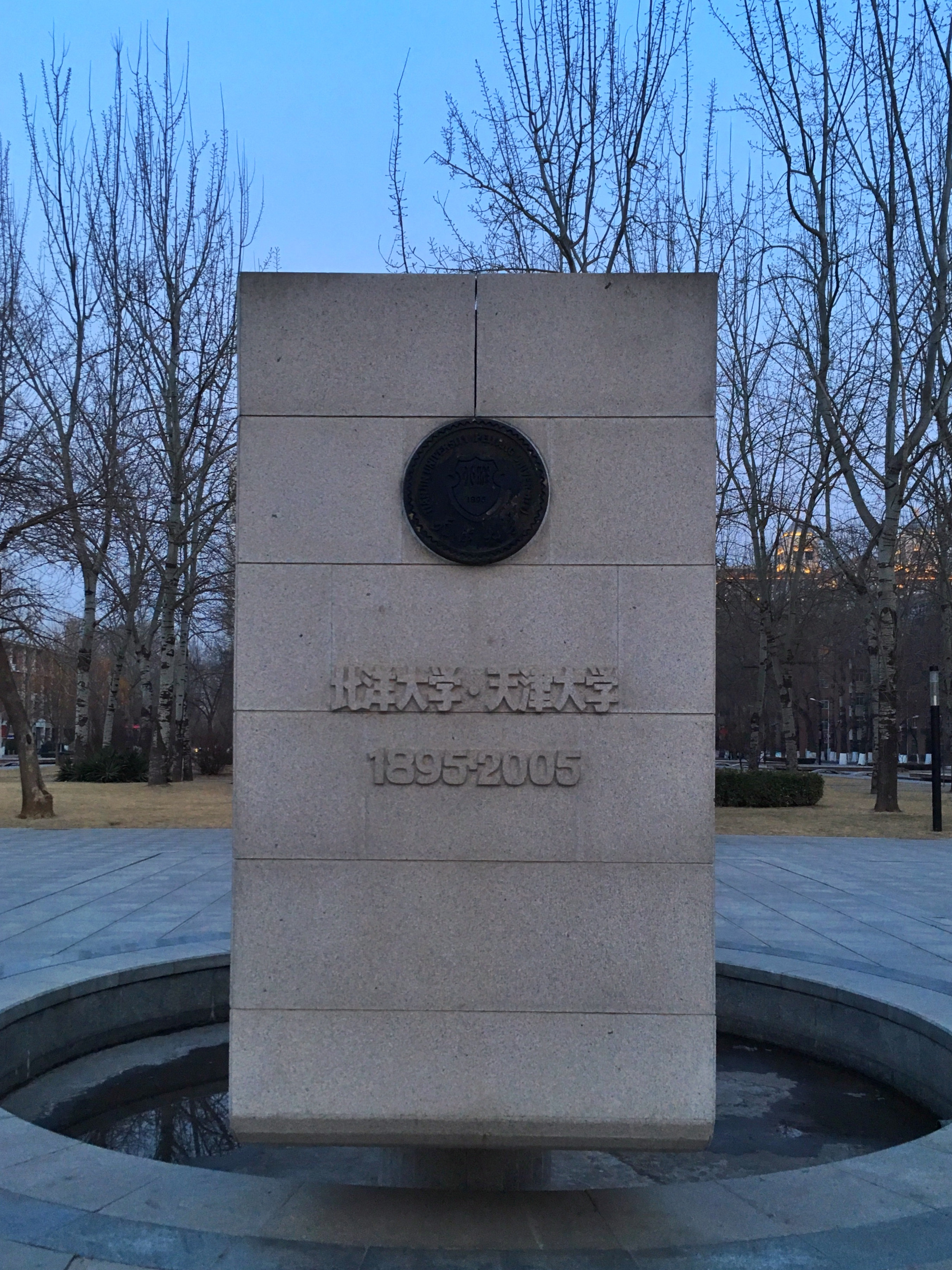
北洋大学-天津大学110周年校庆雕塑

### 建校纪念日
由于建校初期的档案被焚毁，北洋大学堂开学纪念日曾一度无从考证。1925年，北洋大学堂建校30周年之际，时任校长刘仙洲对北洋大学堂初办时期的几个关键节点进行了考证：盛宣怀禀请直隶总督王文韶的日期为1895年9月19日；王文韶禀报光绪帝的日期为同年9月30日；光绪帝朱批“该衙门知道”的日期为同年10月2日。但根据刘仙洲当时所掌握的资料，惟独北洋大学堂正式开学的日期无从考证。于是，最终确定北洋大学以光绪帝朱批同意开办的日期（1895年10月2日）为建校纪念日。日后，经学者根据史料考证，北洋大学堂实际的开学日期为1895年10月18日。目前，天津大学沿用北洋大学传统以光绪帝朱批日期（1895年10月2日）作为建校纪念日或校庆日。

## 学校现状
天津大学现25个学院（部），57个本科专业，35个一级学科硕士点，27个一级学科博士点，23个博士后科研流动站，一级学科国家重点学科7个，二级学科国家重点学科8个。国家重点实验室4个，国家工程实验室2个，国家工程技术研究中心1个，国家工程研究中心3个，国家新技术推广中心2个，国家文物重点科研基地1个，省部级重点实验室、工程（技术）中心、人文社会科学重点研究基地等科研基地共77个。

### 院系设置

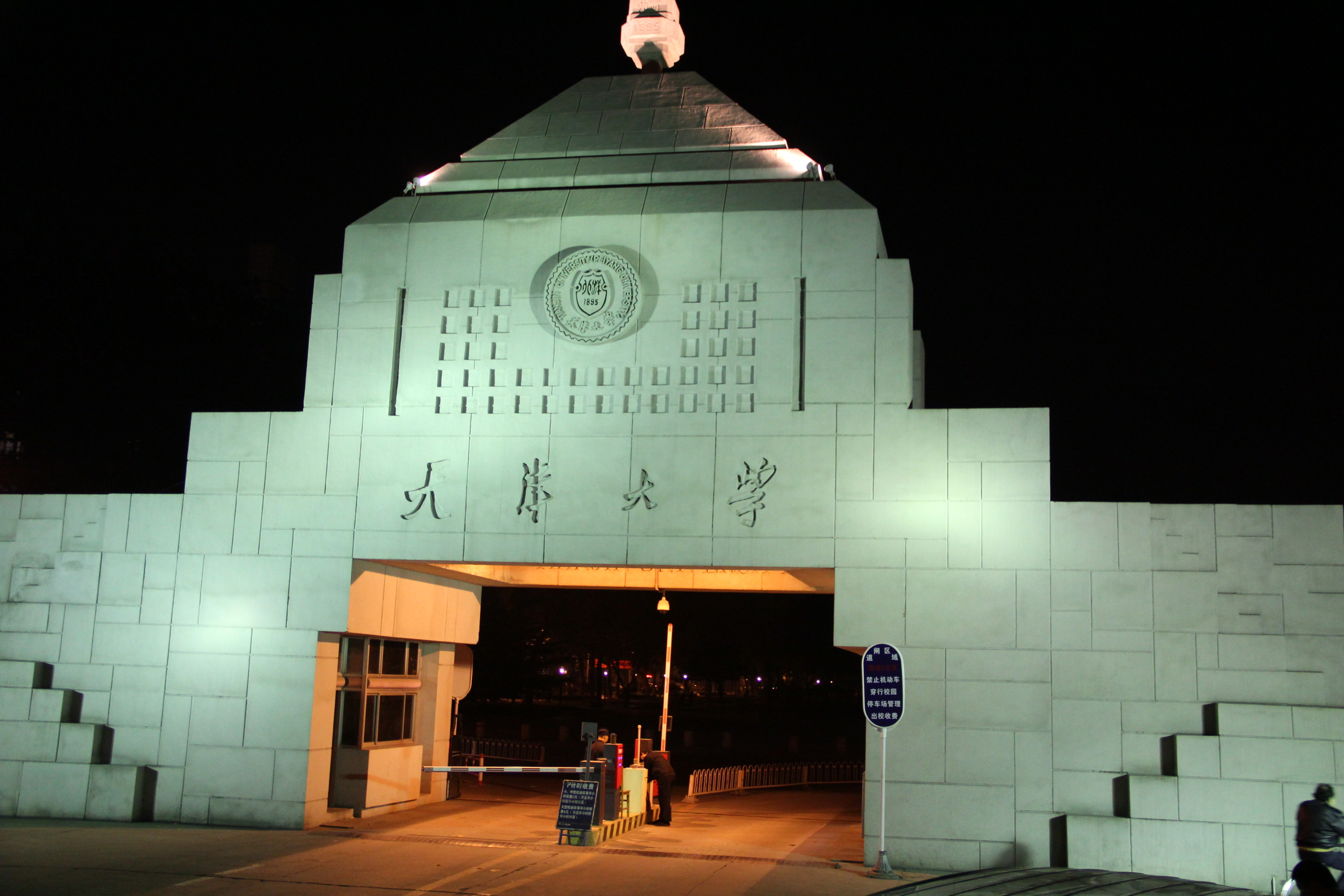
天津大学校门夜景

天津大学自北洋大学堂时期起设置专业的主导思想是直接面向产业应用，因此科系设置与近代产业紧密结合。

### 师生人数
学校现有教职工4727人，全日制在校生33159人。

### 排名聲譽
在教育部学位中心第四次学科评估中，天津大学25个一级学科参评，14个学科进入A类，占参评学科总数的56%，较第三轮学科评估有较大提升。其中，化学工程与技术学科进入A+档，在四轮国家一级学科评估中蝉联第一。
　　天津大学进入学科评估A类的14个一级学科分别是：化学工程与技术学科为A+档，机械工程、光学工程、仪器科学与技术、管理科学与工程等4个学科为A档，力学、材料科学与工程、动力工程及工程热物理、建筑学、土木工程、水利工程、环境科学与工程、城乡规划学、软件工程等9个学科为A-档。与第三轮学科评估结果相比，进入前5%的学科数增加了3个，进入前10%的学科数增加了8个。

## 校园环境

新校区在海河教育园的位置

### 卫津路校区
天津大学卫津路校区位于天津市南开区卫津路92号，东临卫津河，北靠鞍山西道，南与南开大学相连，占地面积181.1万平方米，建筑面积140.6万平方米。毗邻卫津路校区的原天津师范大学北校区已被天津大学收购。卫津路校区内有四个湖泊：青年湖、敬业湖、爱晚湖和友谊湖。2013年1月，位于今天河北工业大学校内的北洋大学堂旧址和天津大学建筑群被核定为天津市第四批文物保护单位。

### 北洋园校区
天津大学北洋园校区位于天津市津南区海河教育园区雅观路135号，距卫津路校区约22公里，与南开大学新校区比邻而建。北洋园校区占地3650亩，总建筑面积130万平方米，一期建设面积90万余平方米，于2011年12月开始施工，2015年基本建成。
北洋园校区整体布局呈辐射状分布，图书馆、教学楼、实验室等所有公共区域都布置在学校中心岛，而体育场馆等则在岛外的校区外沿。中心岛经七座桥梁与外沿连接。

## 历史建筑
天津大学历史上曾主要在原博文书院旧址（今天津海河中学）、西沽武库旧址（今河北工业大学）办学，1951年至今天津大学在七里台的卫津路校区办学，2015年北洋园校区启用。位于北运河畔的北洋大学堂旧址为全国重点文物保护单位，而位于七里台的天津大学建筑群为天津市文物保护单位。

### 北洋大学堂旧址

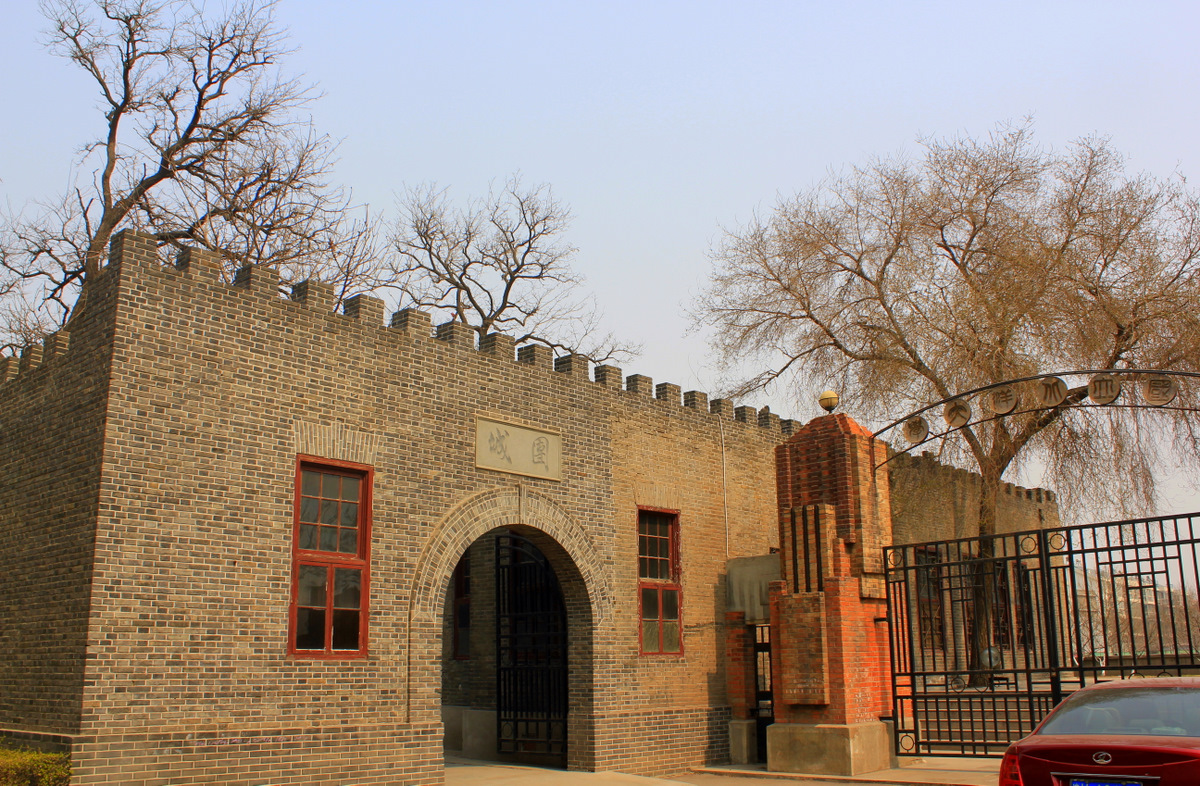
1930年左右建造的北洋大学团城及校门

现存的北洋大学堂旧址位于天津市红桥区光荣道2号北运河畔的河北工业大学校内，最初是西沽武库的旧址。1902年，直隶总督袁世凯将西沽武库划拨给北洋大学堂作为校舍，原西沽武库的八座军械库，其中二座改为教室，六座军械库改为学生宿舍。1903年，北洋大学堂迁至此处办学。原北洋大学堂旧址现存建筑有团城、南楼、北楼。团城建于1930年左右，为砖木结构平房，青瓦坡顶，建筑外立面为青砖墙面，曾为北洋大学办公用房。1929年3月，北洋大学堂最具规模的主楼毁于火灾。李书田出任校长后，向北洋校友募资，在被焚毁的主楼旧址修建了南楼、北楼。南楼、北楼均为三层砖混结构楼房，建筑布局对称，建筑外立面为红砖墙面。南楼建于1933年，现为河北工业大学校史馆，门上有牌匾“北洋工学院”；北楼建于1936年，门上有牌匾“北大楼”，现为河北工业大学第五教学楼。
2005年，原北洋大学堂北楼、南楼和团城被等级为天津历史风貌建筑。2015年5月，北洋大学堂旧址被中华人民共和国国务院批准为全国重点文物保护单位。2016年9月，北洋大学堂旧址入选首批中国20世纪建筑遗产名录。

### 天津大学建筑群

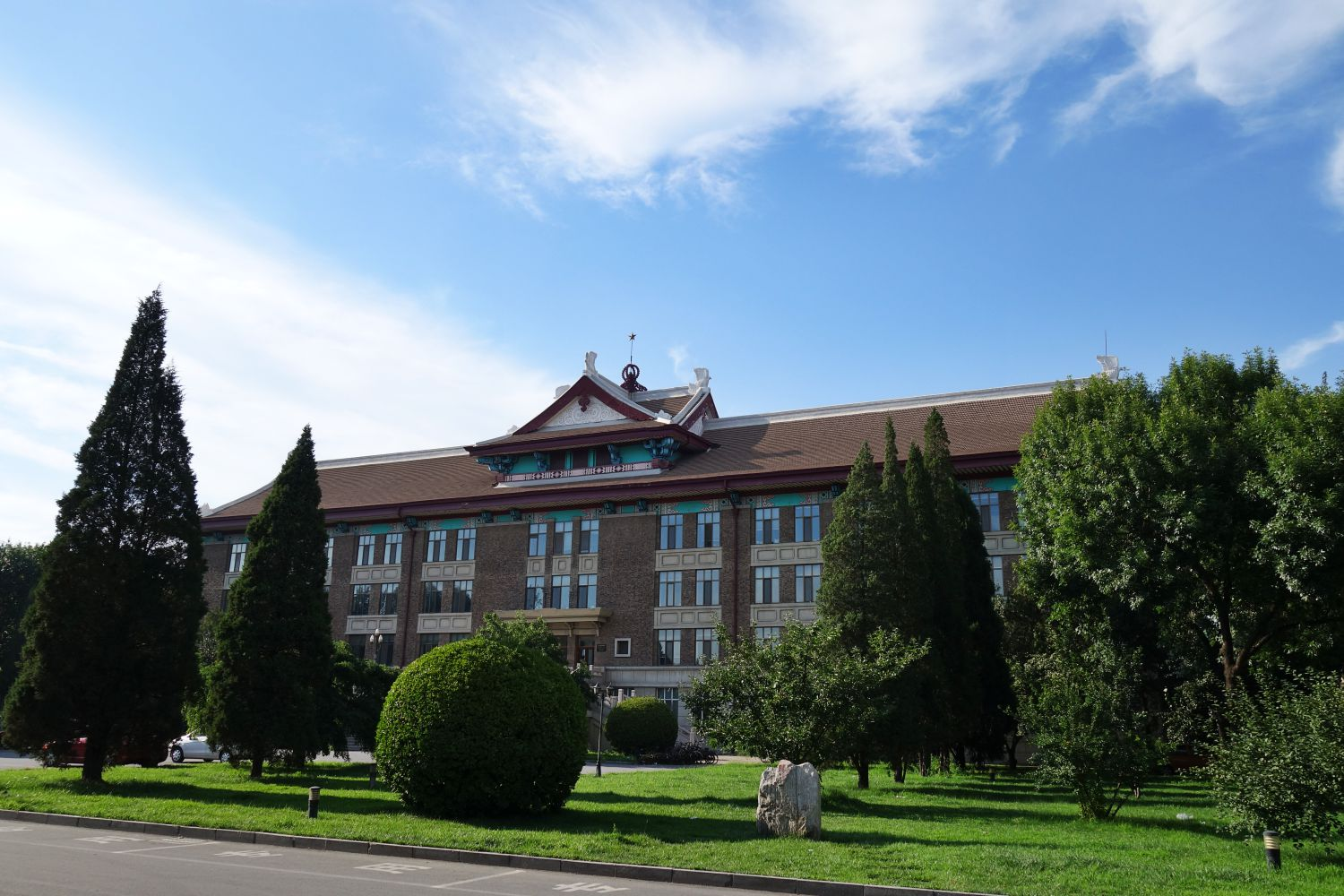
天津大学第九教学楼

天津大学建筑群包括标志性建筑第九教学楼，第一、三、四、五、六、七、八、十一教学楼，土建馆、内燃机大楼、图书馆（北馆）、体育馆、第三学生食堂，1950年代至1960年代建成的学生宿舍区和六村教职工宿舍等，这些建筑内部历经多次装修，保存完好，至今仍为办公、教学、居住之用。目前，天津大学第五教学楼、天津大学第六教学楼、天津大学第八教学楼和天津大学第九教学楼这四座建筑被认定为为一般保护等级历史风貌建筑和天津市文物保护单位。
天津大学第九教学楼建于1954年，由天津大学建筑学院创始人徐中教授设计。该建筑坐北朝南，为砖木四层结构，建筑顶部为灰色水泥板瓦歇山顶，屋顶正中为十字交叉歇山屋脊，鸱吻为飞翔的白鸽，建筑外立面为琉缸砖清水墙面。建筑分台基、主体、屋顶三段，建筑前月台台阶直通位于第二层的主入口。檐头处理较简单，仅在关键部位模仿古建筑设“霸王拳”加以装饰。山顶、屋脊及比例精确的门窗等建筑风格洗练端庄，奠定了该建筑为天津大学群楼之首的地位。在总平面布局上，该楼位于第五和第六教学楼之间偏北方向，三建筑呈“三足鼎立”之势。

## 行政管理

### 创始人
天津大学的前身北洋大学的创始人是清末政治家、实业家、洋务运动的代表人物盛宣怀。

### 管理者
1895年，津海关道盛宣怀奏请光绪帝后创办北洋大学堂，并任首任督办，聘丁家立为总教习掌管全校的教务工作。1896年起盛宣怀开始督办铁路，津海关道李岷琛兼任北洋大学堂督办至1903年。1903年至1904年，唐紹儀任北洋大学督办。1904年1907年，梁敦彦任北洋大学督办。1907年至1908年，梁如浩任北洋大学督办。1908年至1910年，蔡绍基出任北洋大学督办。而唐紹儀、梁敦彦、梁如浩、蔡绍基四人均是中国留美幼童教育背景，是中国历史上最早的官派留学生。1910年至1911年钱明训任北洋大学督办。1912年1月至1913年3月，徐德源任北洋大学督办。
1913年，学校取消督办，改称校长。1913年3月至1914年3月任直隶教育司司长蔡儒楷兼国立北洋大学校校长。1914年，哈佛大学法学博士赵天麟教授继任北洋大学校长。掌校期间，提出了“实事求是”的校训并被沿用至今。1920年1月，直隶省政府任命哈佛大学法学博士冯熙运继任校长，因省政府任命国立大学校长不合规则及冯对待学运学生态度强硬，引发学生“驱冯”。1924年8月，冯熙运再次因施政引发学生不满、触发学运后离职。1924年9月，刘仙洲继任校长，1928年7月因反对将国立北洋大学改为国立北平大学第二工学院而辞职。
1928年7月至1930年6月，茅以升先后担任国立北平大学第二工学院院长、国立北洋工学院院长。1930年7月至1932年，蔡远泽任院长。1932年至1939年2月，曾于1923年以第一名成绩毕业于北洋大学土木系的李书田任国立北洋工学院院长，任内拟定《北洋同学会章程》《北洋校歌》并制定了恢复国立北洋大学建制的规划，曾计划在西安购买土地建设分院，但未能实现。
1939年2月至1943年10月，赖琏担任国立北洋工学院院长，任内多次受到学运冲击和困扰，1943年10月至1946年5月潘承孝担任国立西北工学院院长；1942年12月至1946年5月陈荩民担任泰顺北洋工学院院长；1944年至1946年5月，李书田担任国立北洋工学院西京分院院长。
1946年，国立北洋工学院在天津复校，并更名国立北洋大学。1946年5月至1948年8月，桥梁专家茅以升受聘复校后的国立北洋大学校长，但一度未能到任，鍾世銘等曾代理校长职务。1948年8月至1949年4月，水利专家张含英担任国立北洋大学校长。1949年4月，刘锡瑛被任命为国立北洋大学校长，直至与河北工学院组建天津大学，担任天津大学时期的第一任校长。
1952年至1957年3月，吴德兼任天津大学校长。1957年至1966年，张国藩担任天津大学校长。1997年至2006年7月，单平任天津大学校长。2006年7月至2011年1月，龚克担任天津大学校长。2011年1月至2016年9月，李家俊担任天津大学校长。2016年9月至2019年2月，钟登华担任天津大学校长。
2016年9月，刘建平在担任天津大学党委书记14年后离任，原校长李家俊继任。2019年5月起，金东寒担任天津大学校长。2021年8月，杨贤金任天津大学党委书记。
| 职务           | 姓名   | 任期                | 备注   |
| -------------- | ------ | ------------------- | ------ |
| 党委书记       | 李曙森 | 1956年—1957年       |        |
| 党委书记       | 贾震   | 1957年—1963年       |        |
| 党委书记（代） | 李曙森 | 1963年—1965年       |        |
| 党委书记       | 苏庄   | 1977年—1979年       |        |
| 党委书记（兼） | 路达   | 1979年—1981年       |        |
| 党委书记       | 胡泮生 | 1981年—1983年       |        |
| 党委书记       | 李瑞   | 1983年—1984年       |        |
| 党委书记       | 杨辉   | 1984年—1991年       |        |
| 党委书记       | 杨渝钦 | 1991年—2002年       |        |
| 党委书记       | 刘建平 | 2002年—2016年9月    | [ 70 ] |
| 党委书记       | 李家俊 | 2016年9月—2021年8月 |        |
| 党委书记       | 杨贤金 | 2021年8月—          |        |

## 两院院士
天津大学共有全职中国科学院、中国工程院两院院士17位。包括中国科学院院士有流体力学专家周恒教授，建筑学专家彭一刚教授，生物物理学家张春霆，激光与非线性光学专家姚建铨教授，组合数学家陈永川教授，地球化学和表层地球系统科学家刘丛强教授，合成生物学专家元英进教授，中国工程院院士有感光材料专家邹竞教授，化工工业结晶专家王静康教授，测试计量技术及仪器专家叶声华教授，一般力学专家陈予恕，电力系统分析、规划与仿真专家余贻鑫，水利水电工程专家钟登华，动力机械工程专家金东寒，内燃机学专家苏万华教授，专用机械设计与制造专家王树新，电力系统配电网技术专家王成山等。

## 校办产业
1985年，天津大学投资创办了全民所有制的天津大学填料厂，1993年9月年改制为天津大学填料塔新技术公司。1991年，天津大学天财计算机信息系统工程科技开发部成立，适逢会计电算化的市场机遇，开发出天财系列服务软件系统并迅速占据了天津市场，逐渐壮大规模成为天津大学天财信息系统工程中心。1997年，天津大学将天津大学天财信息系统工程中心和天津大学填料塔新技术公司的全部经营性净资产折资入股，其他发起人以实物资产或货币资金投入，采取募集方式设立了天津大学天财股份有限公司，同年在深圳证券交易所上市，是天津市第一家上市的高科技公司，同时也是深圳证券交易所上市的首家高校科技公司。但该公司于2005年陷入经营困难，天津大学将其持有的天大天财2998.763万股国有法人股（占总股本的24．43％）对外转让。1998年，天津大学无线电厂和北洋科技开发公司对企业实行股份制改造。

## 校友
天津大学校友指曾在北洋大学堂、北洋大学校、北平大学第二工学院、国立北洋工学院、国立西北联合大学、国立西北工学院、国立北洋大学和天津大学各时期学习、工作、进修以及专职、兼职任教等人士。同时，《天津大学章程》将1895年建校以来各个时期历史沿革的学习、工作、进修的人员和获得名誉学衔、荣誉学衔的人员等纳入天津大学校友。北洋大学校友活动踊跃积极，在校舍遭遇火灾等困难时均曾踊跃捐资，在抗日战争时期校友亦曾踊跃向各界呼吁、向教育部施压促成北洋大学复校。

### 校友会
天津大学最早的校友组织可以追溯到1909年北洋大学毕业留美的王正廷、马寅初等人在美国组织的北洋大学同学会。北洋大学校方不晚于1913年已经成立校友组织，1933年时任校长李书田主持制定了《北洋同学会章程》。截至1937年已经在13个地方成立了校友会。1984年，天津大学恢复成立了北洋大学-天津大学校友总会，史绍熙教授担任首届北洋大学-天津大学校友总会会长。

### 知名校友

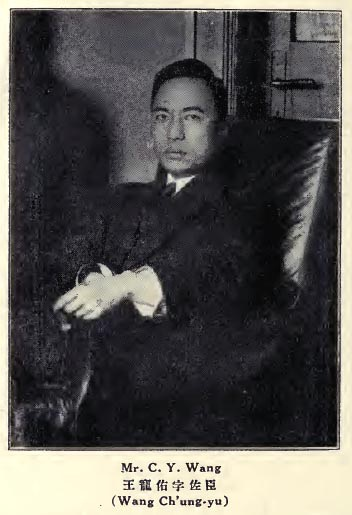
王宠佑，中華民國礦冶專家，世界現代煉銻技術的開拓者，中國地質學會、中國礦冶工程師學會的創建者之一。
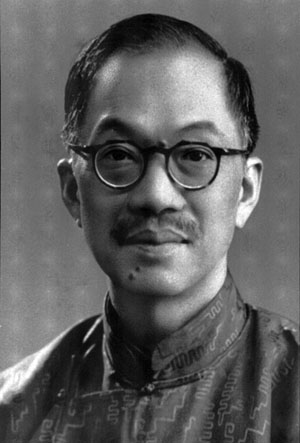
王宠惠，中華民國政治家、外交家、法學家。歷任外交總長、司法總長、國務總理、代理行政院院長、中華民國第一任司法院院長、中央研究院第一屆院士等職務。
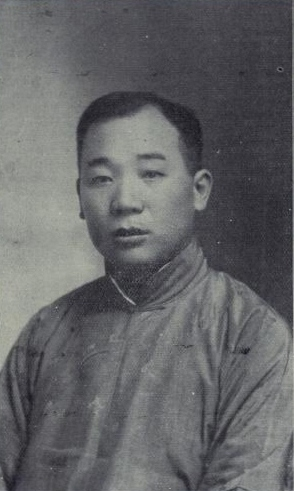
马寅初，中国近现代教育家、经济学家、人口学家，1901年入学北洋大学堂矿冶专业。
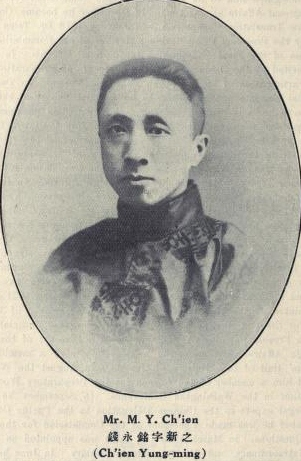
钱永铭，交行董事长，财政部次长。1902年入北洋大学学习财政经济学。
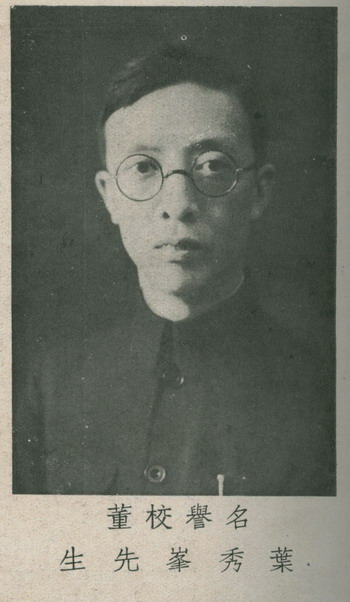
叶秀峰，曾任国民党中统局长。北洋大学矿冶系毕业。
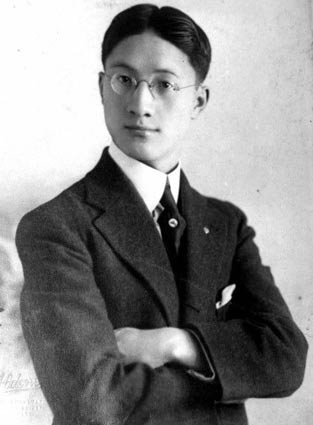
徐志摩，著名诗人，1916年入学北洋大学法学预科。
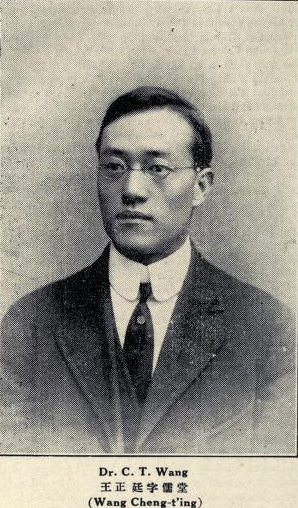
王正廷，外交家，体育活动家。1896年入学北洋大学二等学堂，1900年升入北洋大学头等学堂。

1895年，王宠佑、王宠惠等成为北洋大学堂的第一届学生。王宠惠是第一名的成绩自北洋大学堂毕业，获“钦字第壹号”考凭（毕业证书），为中国第一个获得国内大学文凭者，日后出任中华国民政府外交部长、国务总理。
- 徐志摩，著名诗人，1916年入学北洋大学法学预科。
- 郑汉钧，前香港立法局议员，1948年毕业于北洋大学土木工程系。
- 王守业，前海军中将，1964年被天津大学录取。
- 王正廷，外交家，体育活动家。1896年入学北洋大学二等学堂，1900年升入北洋大学头等学堂。
- 陈立夫，政治家，1922年毕业于北洋大学采矿系。
- 王世杰，中国国民党中央宣传部长、国民政府外交部长。1911年天津北洋大学堂采矿冶金科肄业后参加革命。
- 曾养甫，“中国土木水利（交通）建设之父”、“孙中山建国方略实践第一人”。1923年天津北洋大学矿冶系毕业。
- 师昌绪，1945年天津北洋大学（国立西北工学院时期）矿冶系毕业。
- 马寅初，中国近现代教育家、经济学家、人口学家，1901年入学北洋大学堂矿冶专业。
- 金问泗，1915年毕业于北洋大学法学系。
- 张太雷，革命先驱，中共早期重要领导人，广州起义主要领导人。1920年毕业于北洋大学法科[16]。
- 钟世铭，民国政治家，清末北洋大学堂毕业。
- 吴自良，1939年毕业于北洋工学院航空工程系。
- 陈之藩，1948年毕业于北洋大学电机系。
- 贾庆林，中央政治局常委，1958年被保送到天津大学深造。
- 荣智健，1959年考入天津大学电机工程系。
- 何勇，政治家，1967年毕业于天津大学精密仪器工程系。
- 李荣融，政治家，1968年毕业于天津大学工程系电化学工学专业。
- 顾雏军，1984年天津大学热能工程系研究生毕业。
- 钱永铭，交行董事长，财政部次长。1902年入北洋大学学习财政经济学。
- 叶秀峰，曾任国民党中统局长。北洋大学矿冶系毕业。

天津大学校友在建筑领域的杰出校友颇多，2008年北京奥运会的主要建筑设计负责人均为天津大学校友，如中国工程院院士崔恺、国家体育场中方设计主持人李兴钢、国家游泳中心中方总设计师赵小钧等。